# Ezra Jenkinson
Ezra Jenkinson (* 1872 in Todmorden, England; † 1947 ebenda) war ein englischer Komponist und Violinist. Sein bekanntestes Werk, das zu den Klassikern der Geigenliteratur für Anfänger zählt, ist der Elfentanz.

## Leben
Über sein Leben ist sehr wenig bekannt. Nach Aussage des englischen Autors und Künstlers William Holt, der mit ihm bekannt war, verbrachte Jenkinson in seiner Jugend sieben Jahre in Leipzig, dank eines Musikstipendiums, das ihm ein Mäzen zur Verfügung gestellt hatte. Danach kehrte er an seinen Heimatort zurück und lebte fortan allein. Die Rechte an seinen Werken verkaufte er an den Verlag Bosworth & Co. Er mied die Öffentlichkeit und trat nicht öffentlich auf.

## Werke
- Frühlingslied für Klavier (1892)
- Sechs lyrische Stücke für Violine (1.–3. Lage) und Klavier (1894)
An der Wiege/Berceuse, Elfentanz/Danse des Sylphes, Melodie, Mazurka, Barcarolle, Scherzo.
- Kleine Suite für Violine und Klavier (1900) 
La Fontaine, Air, Berceuse, Gavotte et Musette, Humoreske, Serenade.